# Dracula (film din 2002)
Dracula (Dracula's Curse) este un miniserial italian din 2002 regizat de 	Roger Young și Eric Lerner, cu actorii Patrick Bergin (ca Vlad Țepeș/Dracula), Giancarlo Giannini (ca Dr. Enrico Valenzi) și Hardy Krüger Jr. (ca Jonathan Harker) în rolurile principale. Este bazat pe romanul Dracula de Bram Stoker.